# Eric Schmitt
Eric Stephen Schmitt (Bridgeton, 20 giugno 1975) è un politico e avvocato statunitense, senatore per lo stato del Missouri dal 2023 ed in precedenza procuratore generale dello stesso stato dal 2019 al 2023. In precedenza, Schmitt ha servito come tesoriere del Missouri dal 2017 al 2019 e ancor prima come senatore statale dal 2009 al 2017. Schmitt è membro del Partito Repubblicano.

## Biografia
Schmitt è nato a Bridgeton, nel Missouri. Si è laureato con lode in scienze politiche alla Truman State University nel 1997. Alla Truman, Schmitt era un membro della confraternita Alpha Kappa Lambda, giocava a calcio e baseball ed era un membro fondatore della sezione Habitat for Humanity di Truman. Ha ricevuto una borsa di studio per frequentare la facoltà di legge alla Saint Louis University, dove si è laureato nel 2000.
Nel 2008 fu eletto con il Partito Repubblicano al Senato del Missouri per il 15º distretto.
Terminato il mandato di senatore statale, nel 2016 risulta eletto come tesoriere per il Missouri, entrando in carica il 9 gennaio 2017.
Due anni dopo, all'inizio del 2019, venne indicato dal governatore Mike Parson come nuovo procuratore generale dello stato dopo che l'uscente Josh Hawley era stato eletto senatore.
Nel 2022 si candida anch'egli per il Senato, dove viene facilmente eletto con il 55,4% dei voti in vantaggio sull'avversaria democratica Trudy Busch Valentine. Assumerà l'incarico dal 3 gennaio 2023.